# 奇塔姆山路
奇塔姆山路（Cheetham Hill Road）是英国曼彻斯特的一条道路，从市中心的公司街与米勒街路口，向北经过维多利亚车站以东，到普雷斯特维奇。
奇塔姆山路沿路有不少教堂、清真寺、犹太会堂，以及排屋住宅：
- 奇塔姆山圣约翰堂[1]
- 大犹太会堂[2] [3]
- 西班牙和葡萄牙犹太会堂，现为曼彻斯特犹太博物馆[2] [3]
- 联合犹太会堂[2]